# Beautiful Life
Beautiful Life – czwarty singel holenderskiego DJ-a i producenta muzycznego Armina van Buurena z jego piątego albumu studyjnego Intense. Wydany 20 września 2013 roku przez wytwórnię płytową Armada Music. Gościnnie w nagraniu udział wzięła francuska piosenkarka Cindy Alma. 2 stycznia 2014 roku ukazała się francuskojęzyczna odsłona utworu.

## Lista utworów i formaty singla
Opracowano na podstawie materiału źródłowego.
- Digital download – edycja radiowa

1. Beautiful Life (gościnnie: Cindy Alma) (Radio Edit) – 2:59

- Digital download – remiksy

1. Beautiful Life (gościnnie: Cindy Alma) (Radio Edit) – 2:59
2. Beautiful Life (gościnnie: Cindy Alma) (Original Mix) – 6:08
3. Beautiful Life (gościnnie: Cindy Alma) (Protoculture Radio Edit) – 3:51
4. Beautiful Life (gościnnie: Cindy Alma) (Protoculture Remix) – 5:41
5. Beautiful Life (gościnnie: Cindy Alma) (Mikkas Radio Edit) – 3:56
6. Beautiful Life (gościnnie: Cindy Alma) (Mikkas Remix) – 5:37
7. Beautiful Life (gościnnie: Cindy Alma) (Kat Krazy Radio Edit) – 3:46
8. Beautiful Life (gościnnie: Cindy Alma) (Kat Krazy Remix) – 6:30

- Digital download – edycja francuskojęzyczna

1. Beautiful Life (gościnnie: Cindy Alma) (French Radio Edit) – 3:28
2. Beautiful Life (gościnnie: Cindy Alma) (French Original Mix) – 6:10

## Pozycje na listach
| Państwo           | Notowania (2013)     | Najwyższa pozycja |
| ----------------- | -------------------- | ----------------- |
| Argentyna         | Argentina Top 20     | 1                 |
| Belgia (Flandria) | Ultratop 50          | 17                |
| Belgia (Flandria) | Ultratop Dance       | 20                |
| Holandia          | Dutch Top 40         | 29                |
| Holandia          | Single Top 100       | 66                |
| Niemcy            | Deutsche DJ Playlist | 43                |